# Paul Vasseur
Paul Henri Vasseur (Lilla, 10 ottobre 1884 – Saint-Didier, 12 ottobre 1971) è stato un pallanuotista e nuotatore francese.

## Carriera
Partecipò al torneo di pallanuoto dei Giochi della II Olimpiade di Parigi del 1900, con la squadra dei Libellule de Paris, sconfitti in semifinale dal Brussels Swimming and Water Polo Club per 5-1.
Sei anni dopo, prese parte alle gare di nuoto e di pallanuoto dei Olimpiadi estive di Londra del 1908, gareggiando nel miglio stile libero, piazzandosi nelle ultime posizioni. Sempre con la squadra francese, gareggiò nel torneo di pallanuoto, piazzandosi quinto.
Nel 1920, partecipò alle gare di nuoto delle Olimpiadi estive di Anversa 1920, gareggiando nelle gare dei 400m stile libero, piazzandosi terzo al primo turno, nuotando in 6'30"4, e dei staffetta 4x200 metri stile libero, piazzandosi quarto in semifinale con la squadra francese, nuotando in 11'53"0. Sempre con la squadra francese, gareggiò nel torneo di pallanuoto, classificandosi al nono posto.

## Palmarès
- Bronzo ai Giochi olimpici di Parigi 1900